# 山谷球場
山谷球場是位於英格蘭大倫敦內倫敦格林威治區查爾頓（Charlton）的一個可容27,111座位的體育場，主要用於足球競賽，現時是查尔顿竞技足球俱乐部的主場球場。

## 歷史
於查爾頓早年，由成立的1905年直到第一次世界大戰爆發前的1914年的期間，球會四處流浪，採用不同的場地作賽。山谷球場的歷史可以追溯到1919年，查爾頓已建立一定的成績，因而希望安定下來而找尋主場場地。球會在查爾頓（Charlton）找到一個棄置的砂礫和白堊地盤，但沒有足夠的資金進行全面發展。查爾頓的球迷自發協助挖掘深坑用以舖設場地，挖掘出的泥土堆放四週，球場的命名可能源於初期類似山谷的外觀。球會在球場尚未設置座席，甚至連階梯看台還未有的情況下已舉行首場賽事，只用繩索圍繞比賽場地，觀眾或坐或立於四週的工地上觀賞球賽。基於球場當初的獨特建築情況，查爾頓球迷與山谷球場之間的密切關係一直維持至今。
多年來山谷球場一直是倫敦市內最大的聯賽球場，最高可容納75,000名觀眾，「東看台」是英國足球壇歷來最大的看台。但查爾頓自1957年從甲組降班後，一直只能在低級別的聯賽打滾，因而導致山谷球場無法進行急需的重建。最終債台高築的查爾頓於1984年宣佈破產，由球迷基金會接管球會，但山谷球場的業權仍然由前東主掌握，由於無力支付龐大的維修費用以符合安全標準，查爾頓於翌年被迫遷離山谷球場，借用水晶宮的塞尔赫斯特公园球场暫時棲身，是英格蘭足球聯賽歷來首份共用球場協議。
1988年山谷球場的業權重回查爾頓手中，翌年時任主席羅渣·艾爾溫（Roger Alwen）宣佈球隊重返山谷球場，為求儘快恢復賽事，數以千計查爾頓的球迷自發清理已廢棄三年的球場，最終在場地中央用火燒毀大堆的垃圾。當其時龐大的階梯看台已不合時宜及被視為不安全，查爾頓提出重建山谷球場申請。1990年1月格林威治議會（Greenwich Borough Council）反對重建的審批要求，查爾頓球迷隨即組成稱為「山谷政黨」（The Valley Party）的本地政治團體並推動公投，取得接近15,000票，迫使議會在1991年4月通過新修訂的山谷球場改建計劃。
1991年當山谷球場重建工程進行期間，未能趕及於新球季展開前完工，查爾頓暫時搬到韋斯咸的烏普頓公園球場，初時預定僅需3場，但因資金短絀，承建商一度撤離山谷球場，查爾頓被迫以70萬英鎊將羅拔·李爾（Robert Lee）賣給，而「山谷投資基金」（The Valley Investment Plan）亦籌得超過100萬英鎊才使工程得以繼續。改建後的山谷球場終於在1992年12月重新啟用。
自從查爾頓返回山谷球場後，球場本身亦曾進行多次擴建工程，北、東和西看台完全拆卸重建，使球場容量超越27,000人。球會亦希望透過擴建東看台及重建南看台，進一步增加到超越40,000座，但隨著查爾頓於2007年從英超降班英冠，兩年後再降至英甲，擴展計畫懸而未決。

## 看台

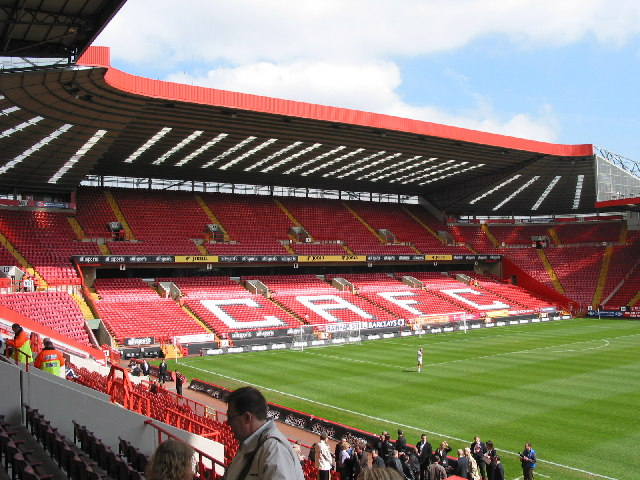
北看台
「北看台」（The North Stand）取代舊有的「有蓋看台」（covered end）建成，有時老球迷仍會沿用舊名稱呼這個看台。它於2001/02年球季期間建造，作為自查爾頓於2000年升班英超將球場容量提升到26,500座的部分發展計畫。看台兩邊有角落看台與「東看台」及「西看台」連成一體，可容9,000名觀眾。
這裡安置被認為在球場內最嘈吵的查爾頓忠心球迷，同時亦設有餐廳和行政廂房。球隊的樂團亦駐紮在此，樂團有鼓手及號角手。

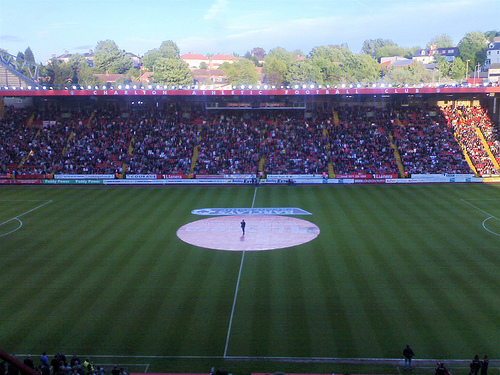
東看台
「東看台」（The East Stand）於1993/94年球季期間建造，在1994年全部完工。是查爾頓自1992年回歸山谷球場後首項發展計畫，取代舊有巨大的「東階梯看台」（east terrace），舊看台自1980年代中期發生「巴拉福特球場大火」（Bradford City stadium fire）後已被禁止使用。它是一座單層看台，設有電視轉播廂房及多個行政廂房。間中在英格蘭足總盃或英格蘭聯賽盃的賽事，球票供不應求時，部分東看台亦會開放予客隊的球迷。山谷球場有計畫擴建，預算在「東看台」加建一層以增加容量。

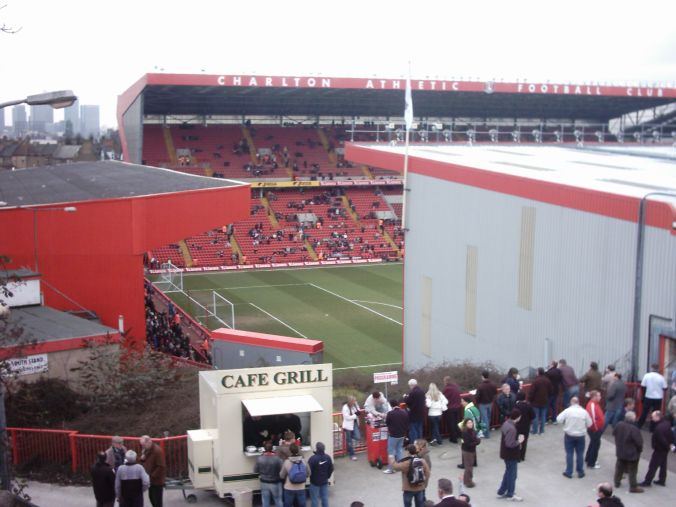
西看台
「西看台」（The West Stand）建於查爾頓首次升班英超的1998年，與「北看台」同樣為兩層看台。它是山谷球場的主看台，容量亦是最大，內裡設有查爾頓的辦公室、董事包廂、董事會議室、球員後備席、更衣室及商務中心（售票處）等。看台內還設置多個會議室供官方及社區活動用途。在看台出口豎立被認為是查爾頓歷來最佳球員守門員萨姆·巴特拉姆（Sam Bartram）的巨大雕像。

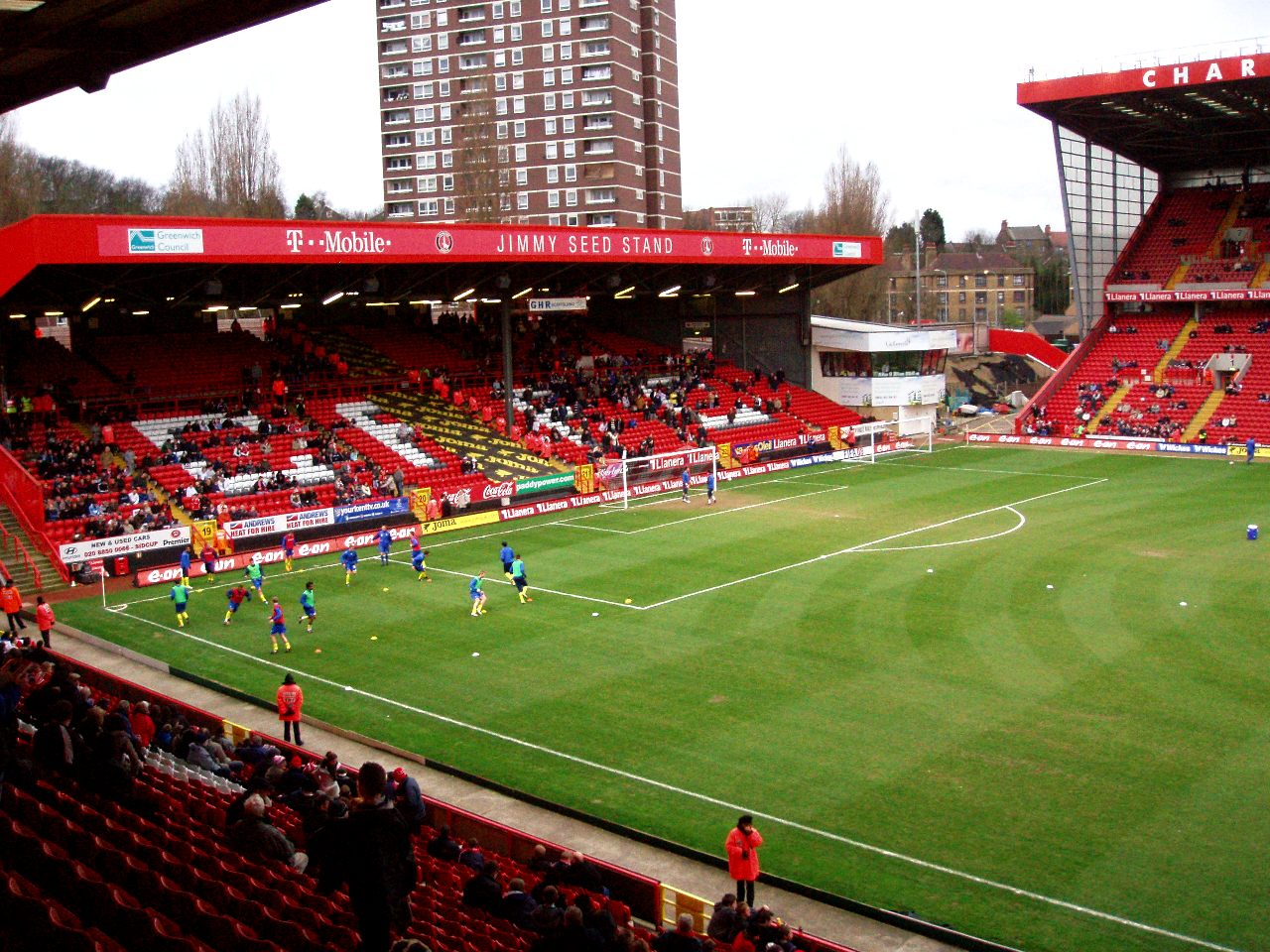
占美·施德看台
「占美·施德看台」（The Jimmy Seed Stand）或稱為「南看台」（The South Stand）是山谷球場內最古老的部分，建於1980年代初期，亦是場內唯一仍然用柱支撐的看台，而大柱位於看台正中央，遮擋觀眾的視野。看台以帶領查爾頓贏得1947年英格蘭足總盃冠軍的領隊占美·施德（Jimmy Seed）命名。這面看台約可容納3,000名觀眾，主要用作招待客隊球迷。看台與「東看台」之間設有大型電視屏幕。而看台後方有一座高層住宅，居民在自家陽台可以免費觀賞球賽。
山谷球場有計畫重建「南看台」，新看台設計類同兩層的「北看台」，聯同「東看台」加建一層，並於加設兩邊角落看台後，四面看台將會連成一體，球場總容量達到37,000人。而新看台更可在以後加建第三層，進一步將總容量提升到40,600人。

## 平均觀眾
以下是查爾頓自1993/94年球季回歸山谷球場後每季平均入場觀眾數目的統計：
| 年度        | 平均人數 | 級別        |
| ----------- | -------- | ----------- |
| 1993–94年   | 08,056人 | 甲組（II）  |
| 1994–95年   | 10,216人 | 甲組（II）  |
| 1995–96年   | 11,185人 | 甲組（II）  |
| 1996–97年   | 11,081人 | 甲組（II）  |
| 1997–98年   | 13,275人 | 甲組（II）  |
| 1998–99年   | 19,823人 | 英超（I）   |
| 1999–2000年 | 19,541人 | 甲組（II）  |
| 2000–01年   | 20,020人 | 英超（I）   |
| 2001–02年   | 24,135人 | 英超（I）   |
| 2002–03年   | 26,235人 | 英超（I）   |
| 2003–04年   | 26,278人 | 英超（I）   |
| 2004–05年   | 26,378人 | 英超（I）   |
| 2005–06年   | 26,171人 | 英超（I）   |
| 2006–07年   | 26,197人 | 英超（I）   |
| 2007–08年   | 23,159人 | 英冠（II）  |
| 2008–09年   | 20,894人 | 英冠（II）  |
| 2009–10年   | 17,407人 | 英甲（III） |
| 2010–11年   | 15,582人 | 英甲（III） |

## 外部連結
- 查爾頓官網球場平面圖
- The Valley@footballgroundguide.com